# Ослен-Криводол
Ослен-Криводо́л (болг. Ослен Криводол) — село у Врачанській області Болгарії. Входить до складу общини Мездра.

## Населення
За даними перепису населення 2011 року у селі проживали 135 осіб.
Національний склад населення села:
| Національність   | Кількість осіб | Відсоток |
| ---------------- | -------------- | -------- |
| болгари          | 120            | 90,2%    |
| цигани           | 13             | 9,8%     |
| турки            | 0              | 0%       |
| інша             | 0              | 0%       |
| не визначились   | 0              | 0%       |
| Всього відповіли | 133            |          |

Розподіл населення за віком у 2011 році:
Динаміка населення: